# Promozione Toscana 1971-1972
Nella stagione 1971-1972 la Promozione era il quinto livello del calcio italiano (il massimo livello regionale). Qui vi sono le statistiche relative al campionato in Toscana.
Il campionato è strutturato in vari gironi all'italiana su base regionale, gestiti dai Comitati Regionali di competenza. Promozioni alla categoria superiore e retrocessioni in quella inferiore non erano sempre omogenee; erano quantificate all'inizio del campionato dal Comitato Regionale secondo le direttive stabilite dalla Lega Nazionale Dilettanti, ma flessibili, in relazione al numero delle società retrocesse dal Campionato Interregionale e perciò, a seconda delle varie situazioni regionali, la fine del campionato poteva avere degli spareggi sia di promozione che di retrocessione.

## Squadre partecipanti
| Squadra                   | Città                            |
| ------------------------- | -------------------------------- |
| A.C. Aglianese            | Agliana (PT)                     |
| U.S. Antella              | Bagno a Ripoli (FI)              |
| S.P. Audax                | Rufina (FI)                      |
| U.S. Castelnuovo          | Castelnuovo di Garfagnana (LU)   |
| A.S. Cecina               | Cecina (LI)                      |
| A.S. Cuoiopelli           | Santa Croce sull'Arno (PI)       |
| S.S. Delle Signe          | Signa (FI)                       |
| A.S. Fortis Juventus 1909 | Borgo San Lorenzo (FI)           |
| U.S. Lanciotto Ballerini  | Campi Bisenzio (FI)              |
| U.S. Libertas             | Tavarnelle Val di Pesa (FI)      |
| U.S. Piombino             | Piombino (LI)                    |
| U.S. Poggibonsi           | Poggibonsi (SI)                  |
| U.S. Querceta             | Seravezza (LU)                   |
| U.S. Sancascianese        | San Casciano in Val di Pesa (FI) |
| A.S. Tuttocuoio           | San Miniato (PI)                 |
| A.C. Volterrana           | Volterra (PI)                    |

## Classifica finale
|  | Pos. | Squadra             | Pt  | G   | V   | N   | P   | GF  | GS  | DR  |
|  | ---- | ------------------- | --- | --- | --- | --- | --- | --- | --- | --- |
|  | 1.   | Poggibonsi          | 39  | 30  | 15  | 9   | 6   | 45  | 25  | +20 |
|  | 2.   | Libertas            | 39  | 30  | 12  | 15  | 3   | 36  | 25  | +11 |
|  | 3.   | Castelnuovo         | 39  | 30  | 14  | 11  | 5   | 37  | 22  | +15 |
|  | 4.   | Cuoiopelli          | 37  | 30  | 12  | 13  | 5   | 39  | 23  | +16 |
|  | 4.   | Piombino            | 37  | 30  | 11  | 15  | 4   | 41  | 27  | +14 |
|  | 6.   | Sancascianese       | 36  | 30  | 14  | 8   | 8   | 33  | 30  | +3  |
|  | 7.   | Antella             | 31  | 30  | 9   | 13  | 8   | 36  | 33  | +3  |
|  | 7.   | Volterrana          | 31  | 30  | 9   | 13  | 8   | 36  | 37  | -1  |
|  | 9.   | Querceta            | 30  | 30  | 11  | 8   | 11  | 35  | 37  | -2  |
|  | 10.  | Audax               | 27  | 30  | 7   | 13  | 10  | 41  | 38  | +3  |
|  | 11.  | Aglianese           | 27  | 30  | 8   | 11  | 11  | 30  | 30  | 0   |
|  | 12.  | Lanciotto Ballerini | 27  | 30  | 8   | 11  | 11  | 22  | 25  | -3  |
|  | 13.  | Cecina              | 27  | 30  | 8   | 11  | 11  | 32  | 37  | -5  |
|  | 14.  | Tuttocuoio          | 26  | 30  | 8   | 10  | 12  | 18  | 25  | -7  |
|  | 15.  | Delle Signe         | 14  | 30  | 4   | 6   | 20  | 25  | 63  | -38 |
|  | 16.  | Fortis Juventus     | 13  | 30  | 2   | 9   | 19  | 16  | 43  | -27 |
|  |      |                     | 480 | 480 | 152 | 176 | 152 | 522 | 522 | 0   |

### Verdetti finali
- Spareggio a 3 per il primo posto in classifica:
  - a Pescia il 21 maggio 1972: Tavarnelle-Castelnuovo 2-1;
  - a Montecatini il 28 maggio 1972: Castelnuovo-Poggibonsi 0-0;
  - a Fucecchio il 1º giugno 1972: Tavarnelle-Poggibonsi 1-0;
- Tavarnelle e Poggibonsi sono promossi in Serie D.
- Cecina, Tuttocuoio, Signe e Fortis Juventus sono retrocesse in Prima Categoria.